# Province du Nord-Ouest (Sierra Leone)
Pour les articles homonymes, voir Province du Nord-Ouest.
La province du Nord-Ouest est l'une des 5 grandes subdivisions de Sierra Leone. La capitale de la province se situe à Port Loko.
La province a été créée en 2017 à la suite d'un découpage de la province du Nord en gardant la façade maritime et suivant Little Scarcies.

## Géographie
La frontière entre la Guinée et la Sierra Leone passe par le nord de la province.

## Districts
La province est composée de 3 districts:
- District de Kambia
- District de Karine
- District de Port Loko